# Rinaldo di Capua
Rinaldo di (da) Capua est un compositeur classique italien du XVIIIe siècle né à Capoue, en Campanie, vers 1705 et est mort probablement à Rome, vers 1780. 

## Biographie
Rinaldo di Capua est peut-être le père du compositeur Marcello Bernardini. Il est considéré comme un excellent compositeur napolitain par Charles Burney en 1771. Il est surtout connu en son temps pour ses nombreux opéras qui attendent aujourd'hui d'être redécouverts.
Il a notamment Luka Sorkočević parmi ses élèves, à qui il enseigne la composition.

## Œuvres

### Opéras
- Ciro riconosciuto (dramma per musica, livret de Pietro Metastasio, 1737, Rome)
- La commedia in commedia (dramma giocoso, livret de Francesco Vanneschi, after C. A. Pelli, 1738, Rome)
- Vologeso, re de' Parti (dramma per musica, livret de Guido Eustachio Luccarelli, after  Lucio Vero of Apostolo Zeno, 1739, Rome)
- Farnace (dramma per musica, livret de Antonio Maria Lucchini, 1739, Venice)
- La libertà nociva (dramma giocoso, livret de Giovanni Gualtiero Barlocci, 1740, Rome)
- Catone in Utica (dramma per musica, livret de Pietro Metastasio, 1740, Lisbon)
- Didone abbandonata (dramma per musica, livret de Pietro Metastasio, 1741, Lisbon)
- Ipermestra (dramma per musica, livret de Pietro Metastasio, 1741, Lisbon)
- Le nozze di Don Trifone (intermezzo, livret de N. G. Neri, 1743, Rome)
- Turno Heredonio Aricino (dramma per musica, livret de Silvio Stampiglia, 1743, Rome)
- Il bravo burlato (intermezzo, livret de Antonio Pavoni, 1745, Rome)
- La forza del sangue (intermezzo, 1746, Rome)
- La finta zingarella (intermezzo, 1748, Perugia)
- Il vecchio amante (dramma giocoso, 1748, Turin)
- Il bravo e il bello (intermezzo, 1748, Rome)
- Mario in Numidia (dramma per musica, livret de Giampietro Tagliazucchi, 1749, Rome)
- Il ripiego in amore di Flaminia finta cameriera e Turno (farsetta, livret de Angelo Lungi, 1751, Rome)
- Il galoppino (intermezzo, 1751, Rome)
- Gli impostori (dramma giocoso, 1751, Modena)
- Il cavalier Mignatta' (intermezzo, 1751, Rome)
- La forza della pace (intermezzo, livret de G. Puccinelli and G. Aureli, 1752, Rome)
- La serva sposa (intermezzo, 1753, Rome)
- L'amante delusa (farsetta giocosa, 1753, livret de Antonio Pavoni, 1753, Rome)
- La zingara (intermezzo, 1753, Parigi) - version en français sous le titre La Bohémienne par Favart.
- La chiavarina (intermezzo, livret de G. Peruzzini and A. Luigi, 1754, Rome)
- Attalo (dramma per musica, livret de Antonio Papi (pseudonimo di Cleofonte Doriano), 1754, Rome)
- La smorfiosa (intermezzo, 1756, Rome)
- Il capitano napoletano (commedia, 1756, Firenze)
- Adriano in Siria (dramma per musica, livret de Pietro Metastasio, 1756, Rome)
- Le donne ridicole (intermezzo, livret de Carlo Goldoni, 1759, Rome)
- Il giocatore ed il cavatesori (intermezzo, 1762, Cagli)
- Il matrimonio in villa o sia L'amante di tutte (farsetta, livret de A. Galuppi, 1762, Rome)
- Il caffè di campagna (farsetta, livret de Pietro Chiari, 1764, Rome)
- Il passeggio in villa (farsetta, 1765, Rome)
- Il contadino schernito(intermezzo, 1768, Rome)
- I finti pazzi per amore (farsetta, livret de Tommaso Mariani, 1770, Rome)
- La donna vendicata, o sia L'erudito spropositato (farsetta, livret de A. Pioli, 1771, Rome)
- La Giocondina (opera buffa, 1778, Rome)